# Zygmunt Morawski
Zygmunt Morawski ps. „Bem” (ur. w styczniu 1921 w Pruszkowie pod Warszawą, zm. 7 sierpnia 1943) – hubalczyk, podporucznik Wojska Polskiego.

## Życiorys
Zygmunt Morawski był synem Mariana Morawskiego, oficera armii carskiej Rosji, a następnie Wojska Polskiego .
Zygmunt wstąpił ochotniczo do wojska po zdanej maturze w 1938 roku. Nie wiadomo, w jakiej jednostce służył podczas kampanii wrześniowej. Do oddziału majora Henryka Dobrzańskiego dołączył w drodze z Puszczy Augustowskiej do Warszawy i pozostał w nim do czasu jego rozwiązania. Służył w szwadronie. Po śmierci „Hubala” był dowódcą jednej z grup udających się na spotkanie z jego następcą. Po rozwiązaniu oddziału przebywał w Warszawie, a następnie przez Węgry i Turcję dostał się na Bliski Wschód. Przebywał w końcu 1940 w polskim obozie w Latrum w Palestynie. Walczył następnie w szeregach Pułku Ułanów Karpackich w ramach Samodzielnej Brygady Strzelców Karpackich gen. Kopańskiego.
Niejasne są okoliczności jego śmierci. W „Biuletynie Wolnej Polski” napisano, że nieustraszony partyzant oddziału „Hubala” z roku 1939–1940, kawaler orderu Virtuti Militari, został doprowadzony do samobójstwa. Wedle informacji rodziny, „Bem” zginął w pojedynku. Przyczyną miało być, wysunięte przez innego oficera, oskarżenie ojca Zygmunta o komunizm i w następstwie spoliczkowanie tegoż oficera przez „Bema” . W takiej sytuacji samobójstwo mogło zostać przedstawione jako wersja oficjalna. Śmierć poniósł 7 sierpnia 1943.